# يودلية

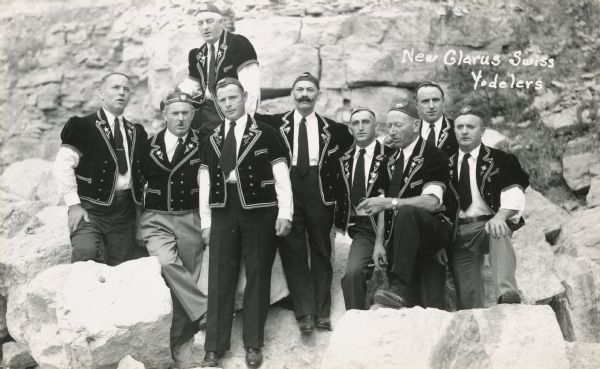
صانعو موسيقى بالزي السويسري التقليدي (1922)

اليُودِل هي نوع من الموسيقى المؤداة بالصوت البشري الذي تصدره الحنجرة
يمارس اليودل بعض القرويين القاطنين في الريف في سويسرا وهي تمارس على هذا النحو
يقف الرجل أو المرأة ويصدر صوت طربي جميل على نحو يو يو يو ويا ويا ويا يو وي ويا ويا ويا
مع تمديدات مدروسة في طبقات الصوت تعارف على اداءها السكان منذ مئات السنين
و اليودل تعتبر من الفنون الشعبية الجميلة في سويسرا التي يؤديها الرجال والنساء والاطفال على السواء
وطور هذا الفن سنه 1911 في أمريكا عندما تم دمج اليودل مع موسيقى الكنتري فأصبح اليودل المتأمرك هوس للجميع آنذاك.
كانت موسيقى اليودل في جبال الألب تقليدًا ريفيًا قديمًا في أوروبا، واشتهرت في ثلاثينيات القرن التاسع عشر كترفيه في المسارح وقاعات الموسيقى. في أوروبا، لا تزال موسيقى اليودل سمة رئيسية بارزة للموسيقى الشعبية (Volksmusik) في كلاً من سويسرا والنمسا وجنوب ألمانيا ويمكن سماعها في العديد من الأغاني الشعبية المُعاصرة، والتي تظهر أيضًا في البث التلفزيوني المُنتظم.

## تاريخ موسيقى اليودل في جبال الألب
يتفق معظم الخبراء على أن موسيقى اليودل كانت تستخدم في جبال الألب الوسطى من قبل الرعاة الذين يتصلون بمخزونهم أو للتواصل بين قرى جبال الألب. أصبح «اليودل» متعدد النغمات جزءًا من التقاليد والتعبير الموسيقي للمنطقة. كان أول تسجيل ليودل في عام 1545، حيث وُصف بأنه «نداء راعي البقر من أبنزل».
كتب مؤرخ الموسيقى تيموثي وايز: «منذ دخولها مبكرًا إلى الموسيقى الأوروبية من أي نوع، كانت اليودل تميل إلى الارتباط بالطبيعة أو الغريزة أو البرية أو الحضارة ما قبل الصناعية أو الرعوية أو الأفكار المماثلة. لا يزال يرتبط بالموسيقى الريفية والشعبية أو يشير إلى تلك الموجودة في سياقات أخرى. وبسبب هذا الارتباط الشعبي الأصلي، ظلت موسيقى اليودل مرتبطة بالخارج بشخصيات ريفية وليست شخصية معقدة، وبحالات عاطفية أو نفسية معينة أو مجالات دلالية.»
كانت العروض المسرحية البريطانية من قبل مؤلفي اليودل شائعة في القرن التاسع عشر. كتب السير والتر سكوت في 4 يونيو 1830، في دفتر يومياته أن «آن تريدني أن أذهب لأسمع المنشدين التيروليين ولكن... لا يسعني إلا أن أظن أن غنائهم... هو تباين في نغمات الحمار». في أوروبا، لا تزال موسيقى اليودل سمة رئيسية للموسيقى الشعبية (Volksmusik) من سويسرا والنمسا وجنوب ألمانيا، ولا يزال الأميش السويسريون في الولايات المتحدة يحافظون على ممارسة اليودل حتى يومنا هذا.

## المؤدين البارزين

### في أوروبا

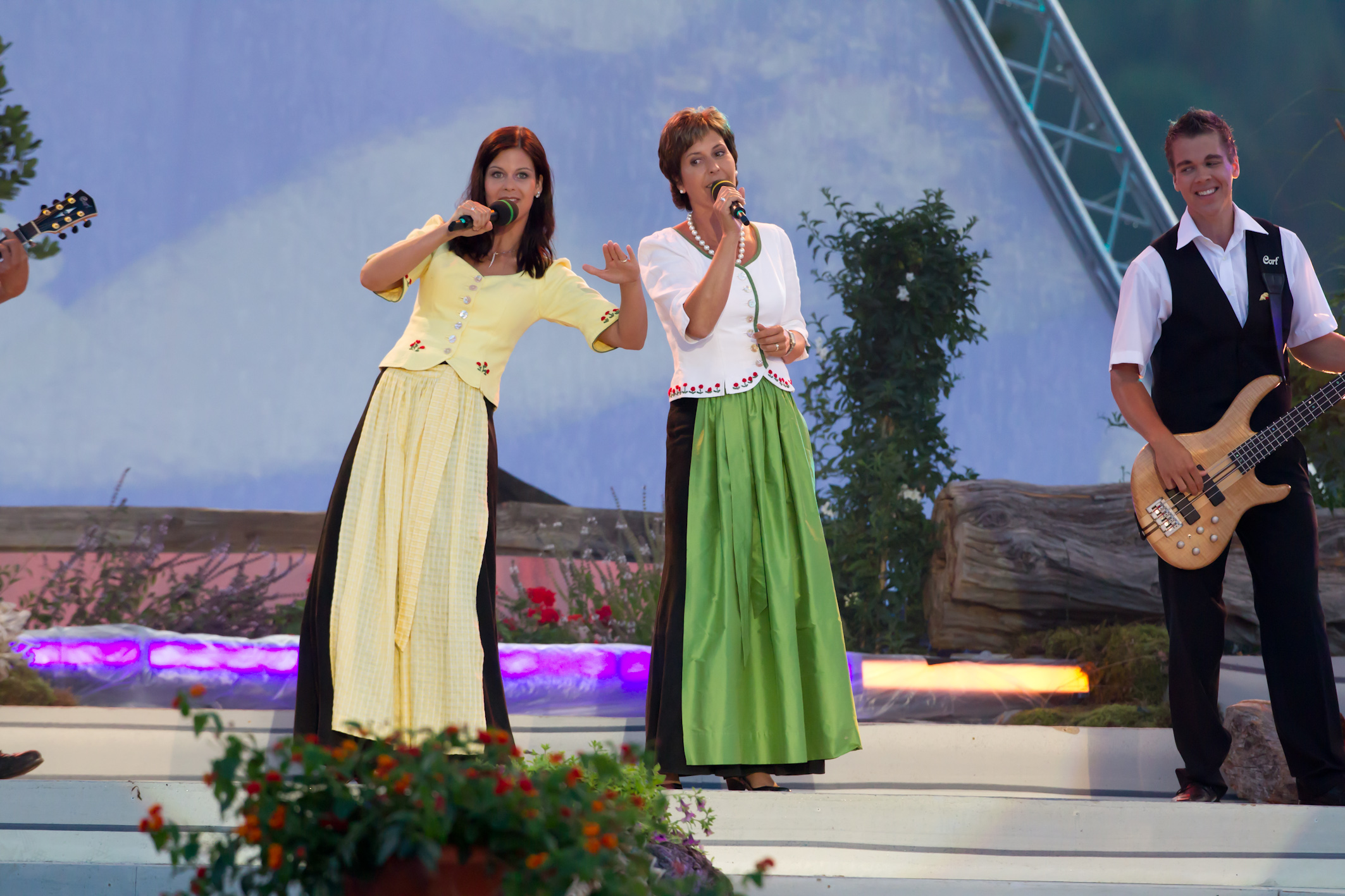
مغنية اليودل ميلاني أوش (إلى اليسار) مع والدتها آن ماري وشقيقها مايك.

اليودل هي سمة رئيسية للموسيقى الشعبية (Volksmusik) من سويسرا والنمسا وجنوب ألمانيا ويمكن سماعها في العديد من الأغاني الشعبية المعاصرة، والتي يتم عرضها أيضًا في البث التلفزيوني المنتظم. ستيفاني هيرتل هي كاتبة يودل ألمانية ومؤدية مشهورة للموسيقى الشعبية في جبال الألب. فازت هيرتل بالعديد من الجوائز كممثلة؛ في عام 1992، فازت بجائزة Grand Prix der Volksmusik بأغنية "Über jedes Bacherl geht a Brückerl".
كان فرانز لانغ، المعروف باسم ملك اليودل (بالألمانية: Jodlerkönig)، كاتب غناء مشهور من بافاريا. كما عزف لانغ على الجيتار والأكورديون وألف عدة كتب عن اليودل.
في إنجلترا، قامت إديث سيتويل بعرض أغنية "Jodelling Song" كجزء من سلسلة قصائدها Façade ، التي تم تعيينها للموسيقى بواسطة ويليام والتون.

### في الولايات المتحدة وكندا

#### جيمي رودجرز
يعود الفضل إلى جيمي رودجرز، في إنشاء النسخة الأمريكية من اليودل في جبال الألب، اليودل الأزرق. أثناء عمله في السكك الحديدية، تعلم روجرز تقنيات البلوز من الراقصين الأمريكيين من أصل أفريقي (عمال السكك الحديدية)، وفي النهاية ابتكر صوته المميز - مزيج من الأعمال التقليدية، والبلوز، والمتشرد، وأغاني رعاة البقر - علامته التجارية اليودل الأزرق "Blue Yodel". تم تسجيل أول أغنية يودل زرقاء له، والمعروفة باسم "Blue Yodel No. 1" (T For Texas)، في كنيسة الثالوث المعمدانية في كامدن، نيو جيرسي.عندما تم إصدار الأغنية في فبراير 1928، أصبحت «ظاهرة وطنية وأثارت حالة من الإثارة وحماسة شراء الأسطوانات التي لم يكن أحد يتوقعها».
وفقًا لموسيقي أسود كان يعيش بالقرب من رودجرز في ولاية ميسيسيبي، بدأ الجميع سواء كانوا من السود أو البيض على حدٍ سواء، في تقليد رودجرز: «كل شخص يمكنه اختيار غيتار بدأ في الغناء مثل رودجرز». الوقوف على الزاوية (Blue Yodel No. 9)، الذي صدر في عام 1930، تم تسجيله مع لويس أرمسترونغ وهو يعزف على البوق وزوجة أرمسترونغ ليل هاردين أرمسترونغ وهي تعزف على البيانو. توفي رودجرز في عام 1933. ادعى العديد من الفنانين الذين تبعوه أنه كان له تأثير كبير في أسلوبهم الغنائي ومسيرتهم المهنية.

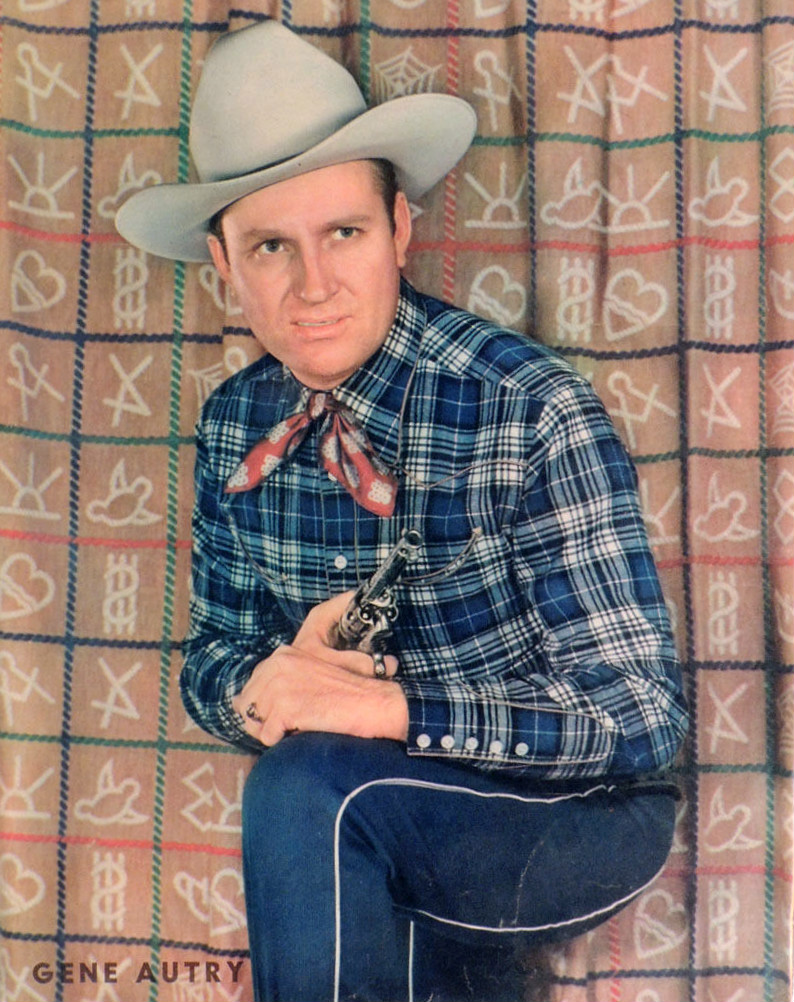
جين أوتري ، مع مجموعة متنوعة من العلامات التجارية للماشية معروضة على الخلفية عام 1942

بلا شك أشهر رعاة البقر الغناء هم جين أوتري وروي روجرز ملك رعاة البقر. في الثلاثينيات من القرن الماضي، أسس روجرز مجموعة أبناء الرواد وغنى فيها «الذين ابتكروا نوعًا جديدًا في موسيقى الريف المبكرة من خلال الأغاني الرومانسية المصممة جيدًا للغرب الأمريكي - والتي غالبًا ما تتضمن ثلاثة أجزاء متناسقة من اليودل - والتي كانت مختلفة تمامًا عن تلك من ما يسمى هيلبيليز».
الكندي ويلف كارتر، المعروف باسم «أبو موسيقى الريف الكندي»، هو مثال جيد لمغني رعاة البقر الأوائل. بدأ الغناء في عشرينيات القرن الماضي بعد أن رأى مغنيًا سويسريًا متجولًا يُدعى في بلدة مجاورة. غنى كارتر بأسلوب «غناء رعاة البقر» وطور يودل بصوت سويسري يسمى أحيانًا «صدى اليودل» أو «ثلاثة في واحد».
كان مغني اليودل كليف كارليسلي واحدًا من أكثر فناني التسجيلات غزارة في الثلاثينيات من القرن الماضي، ورائدًا في استخدام غيتار هاواي الفولاذي في موسيقى الريف.
كان هانك سنو أحد أعظم أساطير الريف في الخمسينيات من القرن الماضي، لكنه كان في الواقع يغني في كندا لسنوات حيث كان يُعرف باسم "The Yodeling Ranger". لقد أعجب بجيمي رودجرز، وتعلم اليودل من خلال الاستماع إلى تسجيلاته. حتى أنه أطلق على ابنه جيمي رودجرز سنو.
نشأت جانيت ماكبرايد في ولاية مين حيث بدأت تغني وهي لا تزال طفلة. استمرت في الغناء والتسجيل وكتابة بعض من موسيقاها الخاصة لأكثر من 40 عامًا. قامت بجولة في الولايات المتحدة والنمسا. حازت ماكبرايد على جائزة يودلر لاتحاد الموسيقى الغربية لعام 1991.
المغنية الفلكلورية والريفية السويسرية الأمريكية جويل كيلشر تغني أغنية، وتشتهر بنسختها من "Chime Bells". تقول جويل إنها تعلمت الغناء من والدها، الذي تعلم هو أيضًا الغناء من خلال الاستماع إلى جيمي رودجرز.

## اليودل حول العالم
في الموسيقى الشعبية الإسكندنافية، يعتبر تقليد الأغنية الشفوية نداء الرعي (بالنرويجية: Laling)‏، شكلًا من أشكال أغنية الإشارة ومزيج من الصراخ والغناء، وهو صراخ للتعريف عن أنفسهم على مسافة طويلة، وللاتصال بالحيوانات والتواصل مع أشخاص آخرين، مثل الرعاة الآخرين أو الأشخاص في مزرعة جبلية مجاورة ولإعطاء رسائل عبر مسافات طويلة. عادة ما يكون مرتبطًا بتقاليد الترحال. وقد يكون للصرخة شكل من أشكال النص، ولكنها بدون كلمات. اللالينغ مرتبط بالغناء في سويسرا والنمسا.
في الموسيقى الكلاسيكية الفارسية، كثيرًا ما يستخدم المغنون "التريمولو"، وهي تقنية غناء تتأرجح على نغمات متقاربة. وهو ما مشابه اليودل السويسريه، ويستخدم كزخرفة أو تريل في العبارات التي تحتوي على مقاطع لفظية طويلة، وعادة ما تقع في نهاية العبارة. ينتشر التريمولو أيضًا في التقاليد الموسيقية الأذربيجانية والبلغارية والمقدونية والتركية والأرمينية والأفغانية وآسيا الوسطى، وبدرجة أقل في الموسيقى الباكستانية وبعض الموسيقى الهندية.
في الموسيقى التقليدية الجورجية، تأخذ اليودل شكل تقنية كريمنشولي krimanchuli ، وتستخدم كجزء علوي في تعدد الأصوات المكونة من ثلاثة أو أربعة أجزاء. كما تُرى التقاليد الشامانية التي تشبه اليودل بين شعب ساخا التركي في سيبيريا، والإنويت في مناطق القطب الشمالي في جرينلاند، والسامي في الدول الاسكندنافية. من الواضح أيضًا بين الشعوب الأيرلندية والاسكتلندية أن هناك تلميحات للأصوات الشبيهة بالغناء. في ساخا ياقوتيان، يلعب اليودل دورًا مهمًا للغاية في طريقة معالجة الطبيعة والدعوة لاستمرار الحياة.
في وسط إفريقيا، يستخدم مغنيو موسيقى الأقزام اليودل في غنائهم متعدد الألحان المتقن، وأحيانًا لدى شعب شونا في زيمبابوي أثناء العزف على كاليمبا. يدمج شعب مبوتي الكونغو في أغانيهم صفارات واليودل المميزة. يعيشون من الصيد والجمع، يغنون أغاني الصيد والحصاد ويستخدمون اليودل للاتصال ببعضهم البعض. في عام 1952، قام عالم الموسيقى العرقية هيو تريسي بتسجيل أغانيهم وتم إصدارها على أقراص مضغوطة.